# Pontarddulais
Pontarddulais är en ort och community (stavad Pontardulais) i Storbritannien.   Den ligger i kommunen Swansea och riksdelen Wales, i den södra delen av landet, 270 km väster om huvudstaden London. Vid folkräkningen 2011 var antalet invånare är 6 281.